# Tonny van Ede
Tonny van Ede (22 de desembre de 1924 - 17 de febrer de 2011) va ser un jugador de futbol neerlandès, que va jugar tota la seva carrera a l'Sparta Rotterdam.

## Carrera de club
Van Ede va ser un producte del sistema juvenil de l'Sparta Rotterdam, va fitxar pel club als 11 anys i hi va fer el seu debut sènior el 1947. Durant la Segona Guerra Mundial va ser enviat a treballar a Alemanya però va fugir a Anglaterra, on es va convertir en membre de la Brigada Princesa Irene. Va guanyar la lliga holandesa de 1959 amb l'Sparta i la temporada següent va formar part del primer equip de futbol neerlandès que va arribar als quarts de final de la Copa d'Europa. Va marcar l'únic gol en una victòria fora de casa contra els Rangers, però l'Sparta va ser eliminat pel valor dels gols fora de casa, després d'haver perdut l'anada com a local per 2-3.
El 1962 va guanyar la Copa KNVB amb l'Sparta.

## Carrera internacional
Van Ede també va jugar amb els Països Baixos en partits amistosos contra Bèlgica i Noruega l'abril i setembre de 1953.

## Jubilació
Després de retirar-se, van Ede va ser nomenat membre d'honor de l'Sparta i el 2010 la tribuna principal de l'estadi Sparta va rebre el seu nom.
Va morir el 17 de febrer de 2011 a l'edat de 86 anys.